# Che fine ha fatto Pete Smalls?
Che fine ha fatto Pete Smalls? (Pete Smalls Is Dead) è un film del 2010 diretto da Alexandre Rockwell, con protagonisti Peter Dinklage e Mark Boone Junior.

## Trama
K.C. Monk, uno sceneggiatore fallito che sbarca il lunario con una lavanderia a gettoni sulla costa orientale, ha contratto debiti per un ammontare di $ 10.000 con dei malavitosi che minacciano di rapire il suo cane se non salderà il debito. Viene a sapere dal suo amico Jack Gomes che il regista Pete Smalls è annegato accidentalmente e ha lasciato incompiuto il suo ultimo film. K.C. e Jack si danno da fare per recuperare l'opera incompiuta e guadagnarci sopra.

## Distribuzione
Il film è stato presentato in anteprima il 17 settembre 2010 all'Oldenburg International Film Festival e distribuito negli Stati Uniti il 14 aprile 2011.